# Teniet El Abed
Teniet El Abed (em árabe: ثنية العابد) é uma cidade localizada na província de Batna, no noroeste da Argélia. Sua população era de 11 388 habitantes, em 2008.